# Afro-Asien-Pokal
Der Afro-Asien-Pokal war ein interkontinentaler Fußball-Wettbewerb für Klubmannschaften, welcher von 1986 bis 1999 zwischen den jeweiligen Gewinnern des Asian Club Championship und des African Cup of Champions Clubs insgesamt 12-mal ausgespielt wurde. Vom Ansatz her war er vergleichbar mit der Copa Interamericana und dem Europa-Südamerika-Pokal (Weltpokal), erreichte jedoch nie einen besonderen Stellenwert.
Am 30. Juli 2000 beschloss der afrikanische Fußballverband CAF, sich aus dem Wettbewerb zurückzuziehen. Man fühlte sich durch die Entscheidung mehrerer AFC-Funktionäre zu Gunsten Deutschlands bei der endgültigen Abstimmung um den Austragungsort der Fußball-Weltmeisterschaft 2006 24 Tage zuvor brüskiert, da auch Südafrika sich beworben hatte.
Seit 2024 wird mit dem FIFA-Interkontinental-Pokal jährlich ein Wettbewerb ausgetragen, in dessen zweiter Runde unter der Bezeichnung Afrika–Asien–Pazifik-Pokal wieder ein Vergleich zwischen den vermeintlich besten Klubmannschaften Afrikas und Asiens, unter Einbeziehung Ozeaniens, ausgetragen wird.

## Modus
Wurden die beiden ersten Ausspielungen noch in einem Spiel entschieden, fanden ab 1988 Hin- und Rückspiele statt. Bei Torgleichstand nach beiden Partien galt die Auswärtstorregel. Die Wettbewerbe wurden nicht immer in dem Jahr ausgespielt, für das sie galten, sondern häufig im Folgejahr. Daneben bestand das Problem, dass das Spieljahr in Afrika dem Kalenderjahr, das in Asien dem Herbst-Frühjahrs-Rhythmus angeglichen war. So spielten beispielsweise 1988 der Sieger des Afrikapokals von 1987 gegen den Sieger des Asienpokals 1987/88 erst im September 1989 gegeneinander. 1994 fanden drei Spiele statt: die zweite Partie der Austragung von 1993 und die zwei Partien für 1994. 

## Die Spiele und Sieger
| Jahr                           | Austragungsort(e)           | Spielpaarung (Sieger fettgedruckt) | Spielpaarung (Sieger fettgedruckt) | Spielpaarung (Sieger fettgedruckt) |
| Jahr                           | Austragungsort(e)           | African Cup of Champions Clubs     | Ergebnisse                         | Asian Club Championship            |
| ------------------------------ | --------------------------- | ---------------------------------- | ---------------------------------- | ---------------------------------- |
| 1986                           | Riad                        | FAR Rabat                          | 0:2                                | Daewoo Royals                      |
| 1987                           | Kairo                       | Zamalek SC                         | 2:0                                | JEF United Ichihara Chiba          |
| 1988                           | Tokio/Kairo                 | Al-Ahly Kairo                      | 3:1/1:0                            | Tokyo Verdy                        |
| 1989                           | Sétif/Doha                  | ES Sétif                           | 2:0/3:1                            | al-Sadd Sports Club                |
| 1990 und 1991 keine Austragung |                             |                                    |                                    |                                    |
| 1992                           | Tunis/Riad                  | Club Africain Tunis                | 2:1/2:2                            | Al-Hilal                           |
| 1993                           | Teheran/Casablanca          | Wydad Casablanca                   | 0:0/2:0                            | PAS Teheran FC                     |
| 1994                           | Al-Mahalla al-Kubra/Bangkok | Zamalek SC                         | 2:1/0:2                            | Thai Farmers Bank FC               |
| 1995                           | Suphan Buri/Tunis           | Espérance Tunis                    | 1:1/3:0                            | Thai Farmers Bank FC               |
| 1996                           | Johannesburg/Seoul          | Orlando Pirates                    | 0:0/0:5                            | Cheonan Ilhwa Chunma               |
| 1997                           | Pohang/Kairo                | Zamalek SC                         | 1:2/1:0 (a)                        | Pohang Steelers                    |
| 1998                           | Pohang/Casablanca           | Raja Casablanca                    | 2:2/1:0                            | Pohang Steelers                    |
| 1999                           | Abidjan/Iwata               | ASEC Mimosas                       | [ 1 ]                              | Júbilo Iwata                       |

1. ↑  Aufgrund von Auseinandersetzungen zwischen den Verbänden nicht mehr ausgetragen.

### Ranglisten
| Rang | Klub                 | Titel | Jahr(e)    |
| ---- | -------------------- | ----- | ---------- |
| 1    | Al Zamalek SC        | 2     | 1987, 1997 |
| 2    | Al Ahly Kairo        | 1     | 1988       |
|      | Club Africain Tunis  | 1     | 1992       |
|      | Daewoo Royals        | 1     | 1986       |
|      | ES Sétif             | 1     | 1989       |
|      | Espérance Tunis      | 1     | 1995       |
|      | Thai Farmers Bank FC | 1     | 1994       |
|      | Ilhwa Chunma         | 1     | 1996       |
|      | Raja Casablanca      | 1     | 1998       |
|      | Wydad Casablanca     | 1     | 1993       |

| Rang | Land     | Titel |
| ---- | -------- | ----- |
| 1    | Ägypten  | 3     |
| 2    | Marokko  | 2     |
|      | Südkorea | 2     |
|      | Tunesien | 2     |
| 5    | Algerien | 1     |
|      | Thailand | 1     |

| Rang | Kontinent | Titel |
| ---- | --------- | ----- |
| 1    | Afrika    | 8     |
| 2    | Asien     | 3     |